# 退院
退院（ついえん / たいいん）は、江戸時代に僧尼に対して閏刑（代替刑）として科された追放刑のこと。

## 概要
本来は、禅院の住持が任期切れや隠退・転住に伴って寺を退去することを指した。退院の際には記念として退院上堂と呼ばれる説法を行う慣例となっていた。
ところが、後には公私の事件によって自発的あるいは強制的に寺を退去させられることも指すようになり、江戸幕府は退院を閏刑として行った。退院を命ぜられた僧尼は一旦寺に戻り、身支度を整えてから寺を退去した。
更に寺の財物を流用した場合などには退院よりも一段重い追院（ついいん）という措置が採られた。追院の判決を下されると、その場で直ちに追放の措置が取られ、元いた寺に立ち入ること自体が禁じられた。